# Letrouitia transgressa
Letrouitia transgressa är en lavart som först beskrevs av Malme, och fick sitt nu gällande namn av Hafellner & Bellem. Letrouitia transgressa ingår i släktet Letrouitia och familjen Letrouitiaceae.   Inga underarter finns listade i Catalogue of Life.